# Pomorie (huyện)
Pomorie là một huyện thuộc tỉnh Burgas, Bungaria. Dân số thời điểm năm 2001 là 27370 người.